# Jean-Louis Goldwater Bourgeois
Jean-Louis Goldwater Bourgeois (* 4. Juli 1940; † 8. Dezember 2022 in New York City) war ein US-amerikanischer Autor, Menschenrechts-Aktivist und Multimillionär.

## Leben
Jean-Louis Goldwater Bourgeois wurde 1940 als Sohn der französisch-amerikanischen Bildhauerin Louise Bourgeois und des Kunstgeschichtler Robert Goldwater geboren. Goldwater Bourgeois studierte Architektur, Geschichte und Literatur an der Harvard-Universität.  Mit einem Essay über Labyrinthe gewann er den Bowdoin Prize. 1969 und 1970 arbeitete Bourgeois für das ArtForum, bevor er sich stärker für Mud Brick Architektur zu interessieren begann. Er galt als Experte für Kunstgeschichte.

## Engagement für Native Americans

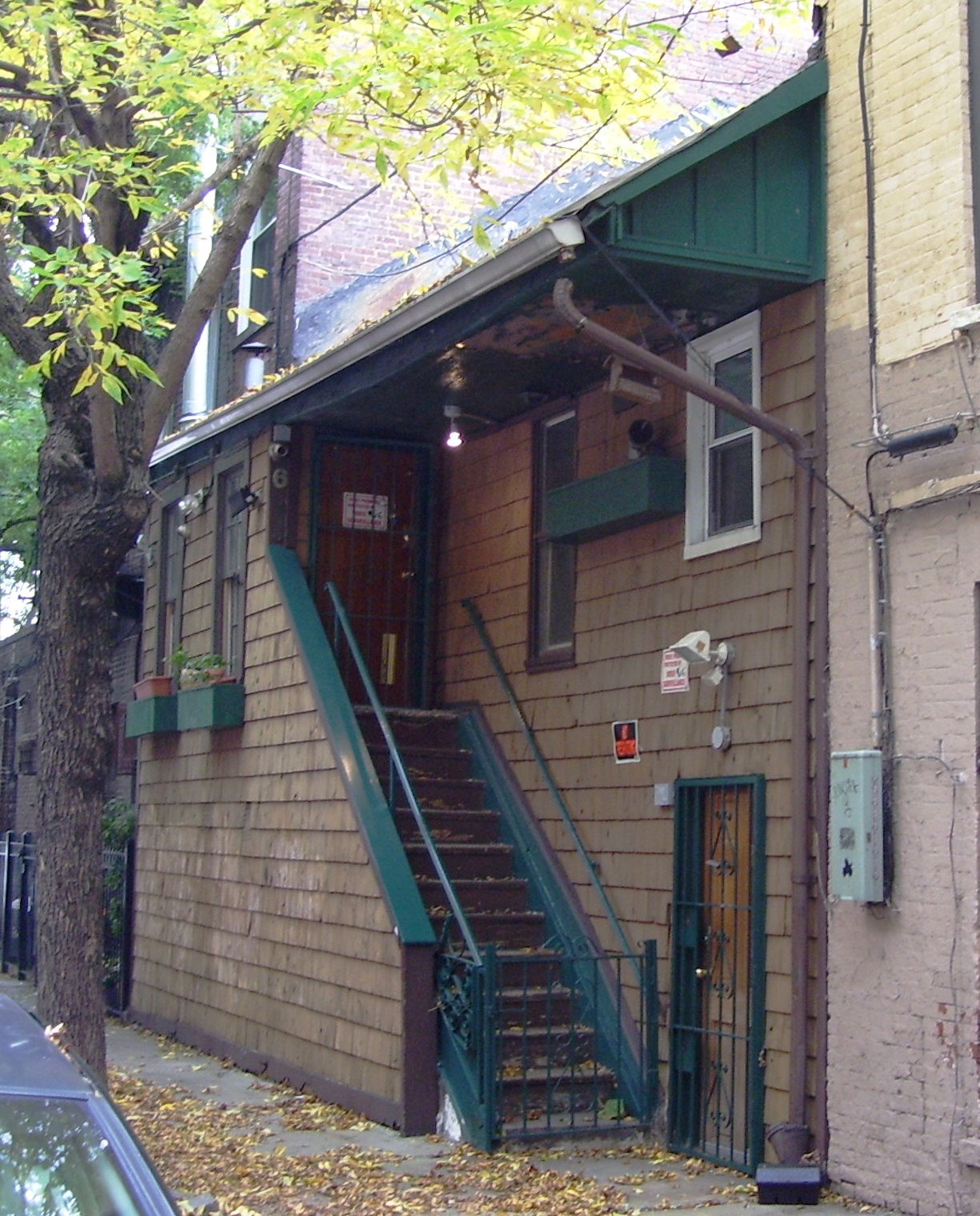
Das von Bourgeois gekaufte Haus 393–393 West Street 6 Weehawken Street in der Nordansicht

Goldwater Bourgeois engagierte sich stark für die ersten Bewohner Amerikas, den First Americans. Er unterstützte seit 2006 eine Organisation des Lenape Stammes mit 4 Millionen US $. Der Stamm kaufte damit ein Haus in Downtown Manhattan zurück, unter dem sich Heilige Erde mit Bezügen zu ihren Vorfahren befindet. Zudem war er beteiligt an den Protesten gegen die Dakota Access Pipeline.